# Vu, Dương Tuyền
Vu (chữ Hán giản thể: 盂县, âm Hán Việt: Vu huyện) là một huyện thuộc địa cấp thị Dương Tuyền, tỉnh Sơn Tây, Cộng hòa Nhân dân Trung Hoa. Huyện Vu có diện tích 2439 km², dân số năm 2002 là 290.000 người. Về mặt hành chính, huyện Vu được chia thành 8 trấn và 6 hương.